# Nikolai Dmitrijewitsch Awksentjew

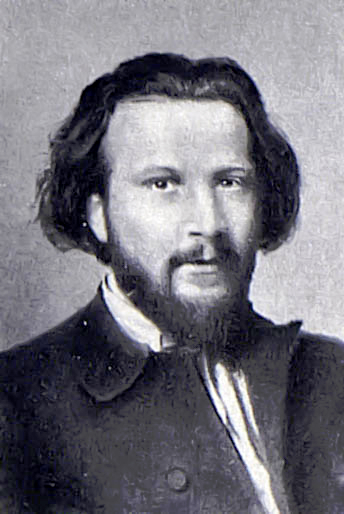
Nikolai Awksentjew

Nikolai Dmitrijewitsch Awksentjew (russisch Николай Дмитриевич Авксентьев; * 16. November 1878 in Pensa; † 4. März 1943 in New York City) war ein russischer Sozialrevolutionär und Politiker.

## Leben
Nikolai, der Sohn eines adeligen Beamten, absolvierte das Pensaer Gymnasium und studierte an der Juristischen Fakultät der Moskauer Universität. Während der Studentenunruhen anno 1899 musste er Russland verlassen, studierte in Berlin, Leipzig, Heidelberg sowie Halle weiter und erlangte in Deutschland den akademischen Grad eines Dr. jur. Während des Deutschland-Aufenthaltes war er zusammen mit Goz und Sensinow im Heidelberger Kreis der dem Neukantianismus und Marxismus verhafteten Deutsch-sozialistischen Revolutionäre (Sozialrevolutionäre) aktiv.
Nach Russland heimgekehrt, war er 1905–1921 Mitglied der Sozialrevolutionäre und stieg bis ins Zentralkomitee dieser sozialdemokratischen Partei auf.
Im Herbst 1906 wurde er verhaftet. Anlässlich des Gerichtsverfahrens gegen ihn verteidigte er die Position seiner Partei. Das Urteil lautete auf Verbannung nach Sibirien. Von dort gelang Nikolai Awksentjew die Flucht ins Ausland. In den Jahren der Emigration bis 1917 arbeitete er in der Redaktion der sozialrevolutionären Zeitung Banner der Arbeit (russ. Знамя труда - Snamja truda). Als Anführer des rechten Flügels der Sozialrevolutionäre verurteilte er den Terror als Kampfinstrument und favorisierte legale Mittel im Kampf gegen die russische Monarchie.
Nach der Februarrevolution 1917 nahm Nikolai Awksentjew Ämter in der Provisorischen Regierung ein. Zum Beispiel war vom 7. August bis 15. September 1917 Innenminister.
Während der Oktoberrevolution kämpfte er im Komitee zur Rettung des Vaterlandes und der Revolution gegen die Bolschewiki und wurde dafür in die Peter-und-Paul-Festung gesteckt. Lenins Justizminister Steinberg entließ den Gefangenen aus der Haft. Nikolai Awksentjew arbeitete an der Spitze der Allrussischen obersten Staatsgewalt, dem sogenannten Ufa-Direktorium. Im Sommer 1918 formierte sich der Widerstand der Sozialrevolutionäre gegen die Bolschewiki in Sibirien. Nikolai Awksentjew orientierte sich also noch weiter ostwärts. Als Haupt der antibolschewistischen Provisorischen Allrussischen Regierung (russ. Временное Всероссийское правительство - Wremennoje Wserossijskoje prawitelstwo) wurde er am 18. November 1918 zusammen mit Argunov, Sensinow und Rogowski (russ. Евгений Францевич Роговский - Jewgeni Franzewitsch Rogowski) festgenommen und zwei Tage darauf kurzerhand ins Ausland abgeschoben.
Bis 1920 war Nikolai Awksentjew in Emigrantenorganisationen aktiv, agierte innerhalb der Grand Orient de France als Logenmeister im Nordstern (russ. Северная звезда - Sewernaja swesda) und gab in Paris die Literaturzeitschrift Moderne Blätter heraus. 1940 ging er in die USA und gab dort die Zeitschrift Für die Freiheit (russ. За свободу - Sa swobodu) heraus.
Nikolai Awksentjew hatte mit seiner Ehefrau Berthe eine Tochter - Alexandra.

## Werke
- 1906 und im Septemberheft 1907 der „Russkoje Bogatstwo“: Der Übermensch. Das ästhetische Ideal Nietzsches (russ. Сверхчеловек. Культурно-эстетический идеал Ницше)

## Anmerkung
1. ↑  Ein reichliches Vierteljahrhundert später erinnert sich Leo Trotzki an den Winter auf das Jahr 1903: „Heidelberg galt als das Nest der russischen Studenten, die zur idealistischen Schule gehörten. Unter ihnen war auch Awxentjew, der spätere Minister des Innern unter Kerenski. Ich habe in Heidelberg so manche Klinge zerbrochen im heißen Kampf um die materialistische Dialektik.“ (Trotzki, S. 140, 5. Z.v.u., siehe auch Erste Emigration bei MIA)

| Personendaten    | Personendaten                               |
| ---------------- | ------------------------------------------- |
| NAME             | Awksentjew, Nikolai Dmitrijewitsch          |
| ALTERNATIVNAMEN  | Авксентьев, Николай Дмитриевич (russisch)   |
| KURZBESCHREIBUNG | russischer Sozialrevolutionär und Politiker |
| GEBURTSDATUM     | 16. November 1878                           |
| GEBURTSORT       | Pensa                                       |
| STERBEDATUM      | 4. März 1943                                |
| STERBEORT        | New York City                               |